# Microkayla boettgeri
Microkayla boettgeri es una especie de anfibio anuro de la familia Craugastoridae. Es  endémica de Perú. Solo se ha encontrado en una localidad de bosque nublado a 3466 m de altitud en la cordillera Oriental, en el distrito de Limbani, Puno. Está nombrada en honor de José Boettger, que descubrió la especie.
Mide entre 11 y 18 mm, siendo las hembras de mayor tamaño. Es de color marrón dorsalmente con algunas manchas oscuras. Tiene una línea blanca que va desde el hocico hasta la altura de la pata delantera pasando por encima del ojo. Tiene una mancha naranja en la ingle. El vientre es color crema con manchas grises. Las hembras ponen de 5 a 8 huevos y probablemente se reproduzcan por desarrollo directo durante la estación de lluvias.
Se encuentra amenazada de extinción debido principalmente a su reducida área de distribución y a posibles presiones sobre su hábitat, como la deforestación.